# Михайловка (Киквидзенский район)
Михайловка — хутор в Киквидзенском районе Волгоградской области России. Входит в состав Ежовского сельского поселения.

## География
Хутор находится в северной части Волгоградской области, в степной зоне, в пределах Хопёрско-Бузулукской равнины, преимущественно на левом берегу реки Свинухи, на расстоянии примерно 29 километров (по прямой) к северо-востоку от станицы Преображенской, административного центра района. Абсолютная высота — 141 метр над уровнем моря.
Часовой пояс
Хутор Михайловка, как и вся Волгоградская область, находится в часовой зоне МСК (московское время). Смещение применяемого времени относительно UTC составляет +3:00.

## Население
| 2010 |
| ---- |
| 382  |

Гендерный состав
По данным Всероссийской переписи населения 2010 года в гендерной структуре населения мужчины составляли 47,9 %, женщины — соответственно 52,1 %.
Национальный состав
Согласно результатам переписи 2002 года, в национальной структуре населения русские составляли 69 % из 386 чел.

## Улицы
Уличная сеть хутора состоит из трёх улиц.